# Saint-Cassien (Isère)
Saint-Cassien ist eine französische Gemeinde mit 1.156 Einwohnern (Stand 1. Januar 2022) im Département Isère in der Region Auvergne-Rhône-Alpes (vor 2016 Rhône-Alpes). Sie gehört zum Arrondissement Grenoble und zum Kanton Voiron. Die Einwohner werden Saint-Cassinois genannt.

## Geographie
Die Gemeinde Saint-Cassien liegt im westlichen Vorland des Chartreuse-Gebirges, vier Kilometer westlich der Innenstadt von Voiron und etwa 25 Kilometer nordwestlich von Grenoble. Umgeben wird Saint-Cassien von den Nachbargemeinden La Murette im Norden, Voiron im Osten, Moirans im Süden sowie Réaumont im Westen. Im Süden von Saint-Cassien verläuft die Autoroute A 48.

## Bevölkerungsentwicklung
| Jahr                       | 1962 | 1968 | 1975 | 1982 | 1990 | 1999 | 2010 | 2021 |
| -------------------------- | ---- | ---- | ---- | ---- | ---- | ---- | ---- | ---- |
| Einwohner                  | 511  | 491  | 608  | 767  | 861  | 960  | 1107 | 1157 |
| Quellen: Cassini und INSEE |      |      |      |      |      |      |      |      |

## Sehenswürdigkeiten
- Kirche Saint-Cassien aus dem 19. Jahrhundert